# Capitano del popolo

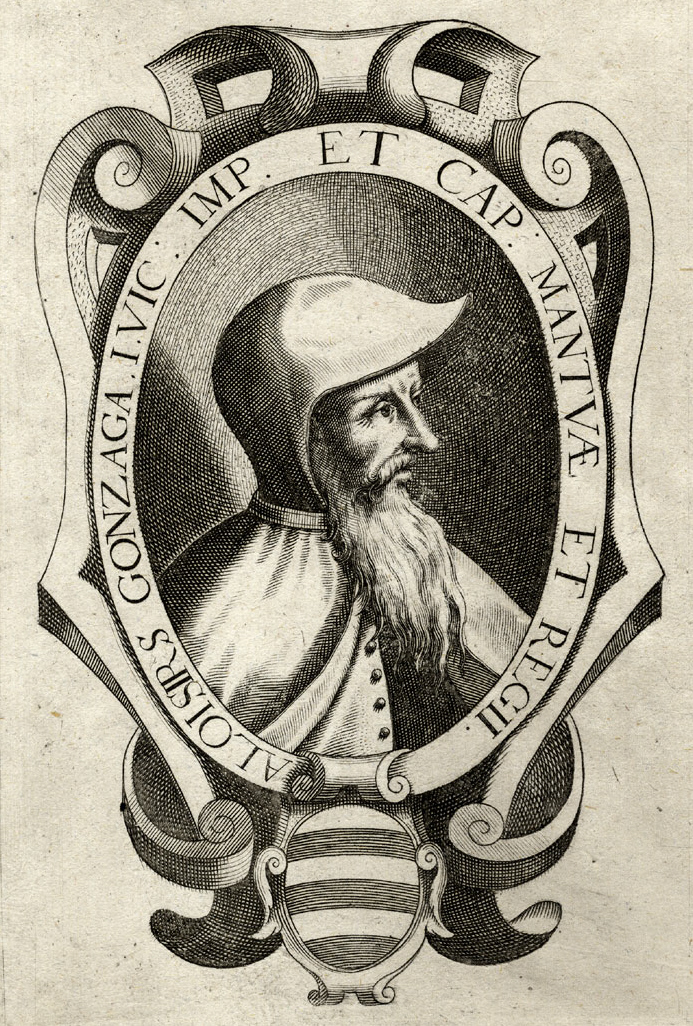
Luigi I Gonzaga, primo capitano del popolo di Mantova

Il capitano del popolo fu una figura politica dell'amministrazione locale in uso nell'Italia medievale, istituita essenzialmente per bilanciare il potere e l'autorità delle famiglie nobili.

## Storia
Il «popolo» era il nascente ceto medio dei populares, estromesso inizialmente dall'attività politica che era ad appannaggio esclusivo dei milites, i cavalieri aristocratici di stampo feudale. Con l'apogeo delle città si erano venuti a creare ceti di «gente nova» (per citare la stessa espressione usata da Dante Alighieri), che erano composti dai signori del contado inurbati in città, arricchiti dalla richiesta di derrate alimentari causata dalla crescita demografica, dai banchieri, dai mercanti, dai professionisti di arti liberali (giuristi e medici), dagli artigiani e, nelle città di mare, dagli armatori che si erano arricchiti con i commerci con gli stati crociati.
A partire dall'inizio del XIII secolo i populares riuscirono a entrare gradualmente nella vita politica di molte città italiane, tramite l'istituzione di assemblee del «popolo» che eleggevano un capitano del popolo che andava ad affiancare il podestà, espressione della classe aristocratica. Il capitano del popolo esercitava il suo controllo sul podestà mentre rimanevano autonomi due consigli a cui partecipavano i rappresentanti delle arti e dei mestieri e i gonfalonieri, capi di compagnie militari legate alle varie parrocchie. In pratica, la figura del capitano del popolo doveva bilanciare politicamente la forza delle famiglie nobili rappresentando il ceto borghese dell'epoca.

## Esperienze

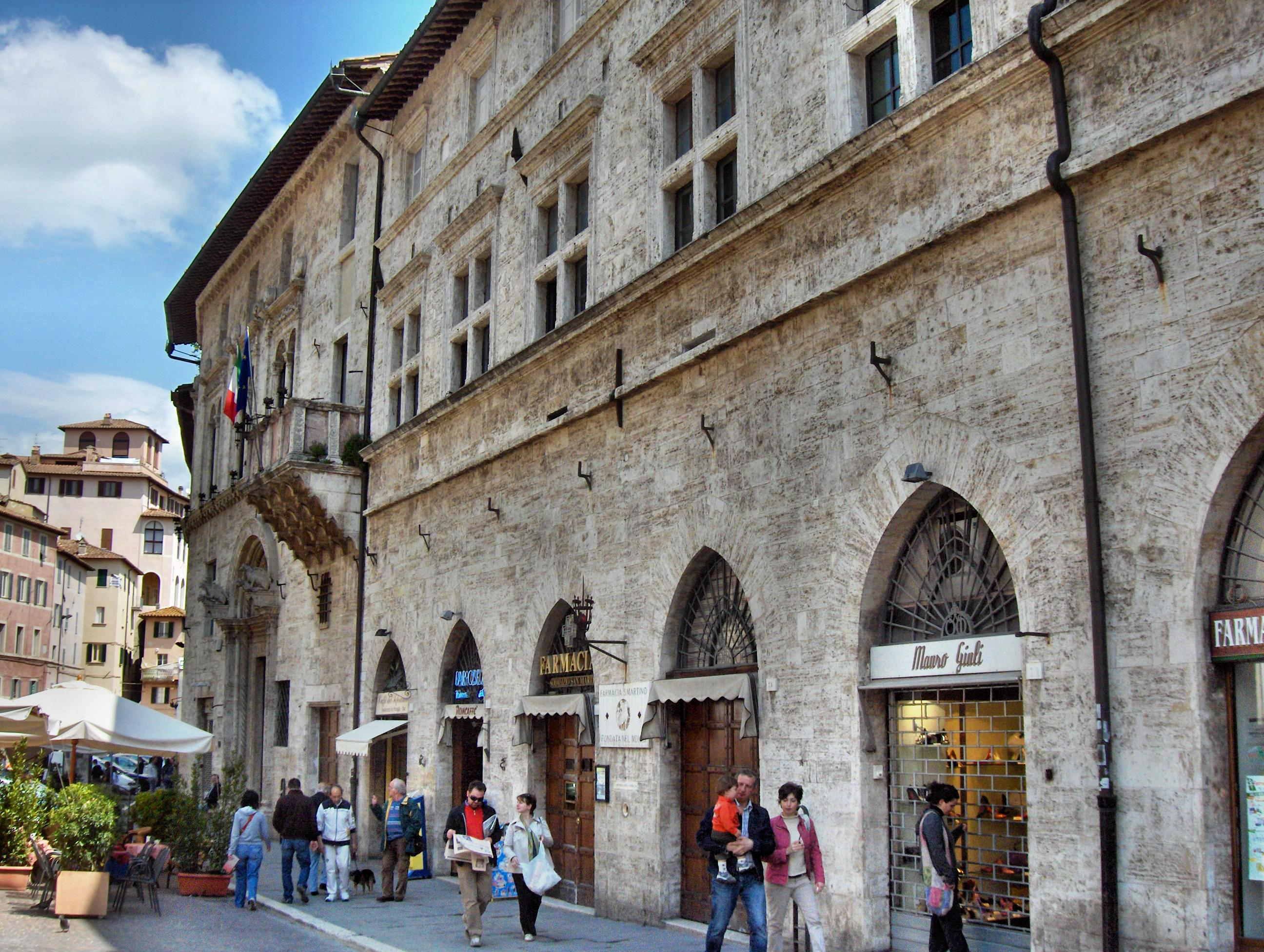
Veduta del Palazzo del Capitano del Popolo di Perugia

A Bologna si ebbe un comune di popolo e un capitano del popolo già a partire dal 1228. Nell'esperienza di Firenze, nel 1250, per liberarsi dal dominio di Federico II di Svevia, i fiorentini cercarono di darsi un proprio ordinamento politico istituendo un governo del popolo vecchio (o primo popolo) di cui il capitano del popolo era una delle massime magistrature, assieme al Consiglio degli anziani, e partecipava quindi alla vita politica della città. Nella Compagna Communis da cui doveva nascere la Repubblica di Genova, il ruolo del capitano del popolo – che avrebbe prodotto figure di rilievo storico come quella di Guglielmo Embriaco – ebbe ugualmente fondamentale importanza. Mantova ebbe il suo primo capitano del popolo con Luigi I Gonzaga che, con l'uccisione di Rinaldo dei Bonacolsi, diede inizio alla signoria dei Gonzaga, durata sino al 1708.

## Cronologia
- Bologna (1228)
- Firenze (1250)
- Milano (1259) con Martino della Torre
- Cremona (1271)[1]
- Mantova (1328) con Luigi I Gonzaga